# Osiedle Nowy Świat (Krzeszowice)

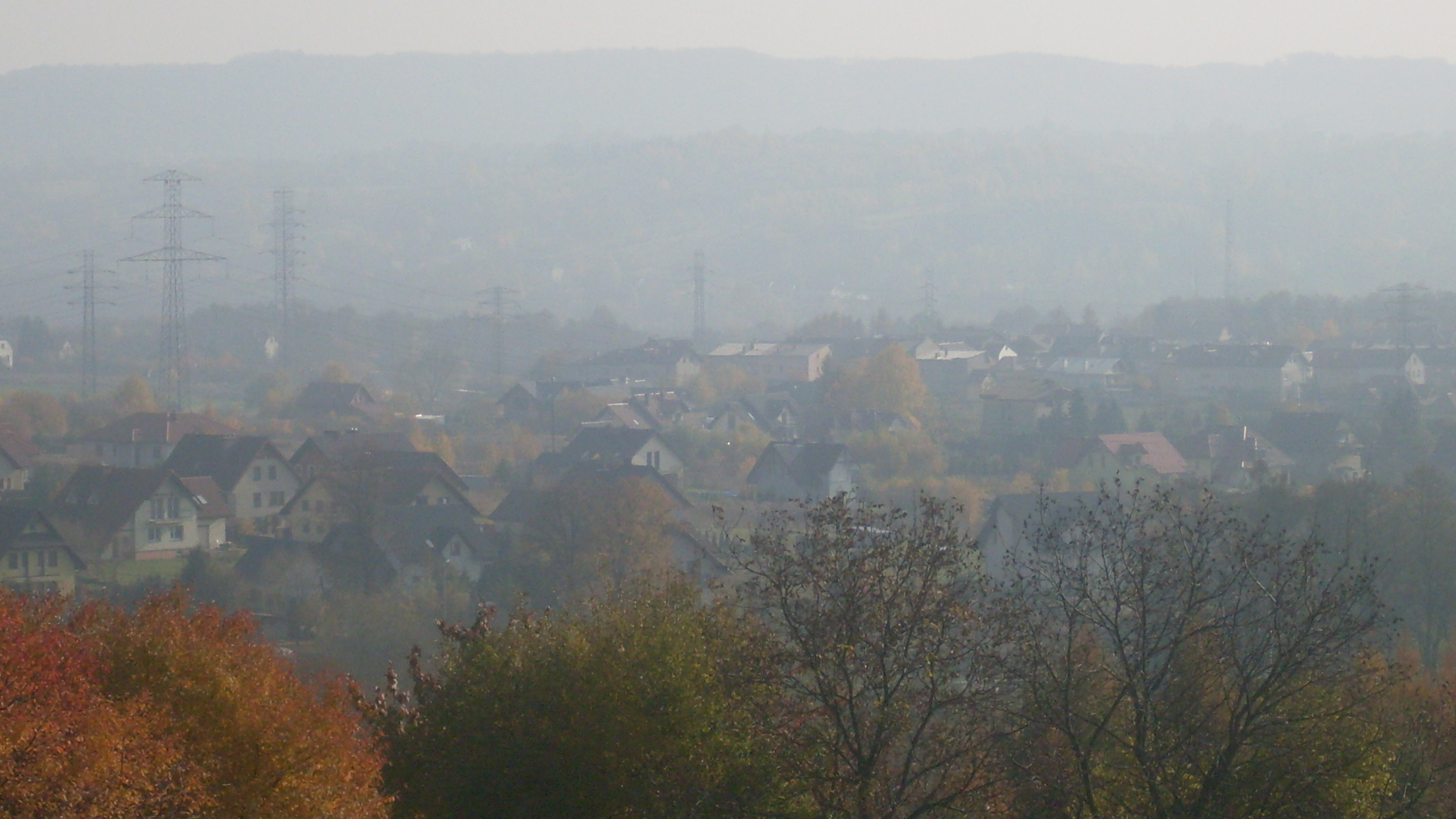
Osiedle Ćmany

Osiedle Nowy Świat w Krzeszowicach – osiedle domów jednorodzinnych zamieszkane przez 1022 osoby. Od północy graniczy z Czatkowicami Górnymi, od południowego zachodu z Osiedlem Centrum, od wschodu z Osiedlem Żbik, od południa z Osiedlem Jurajskim.
Dzielnica zaczęła powstawać po roku 1933. W okresie II wojny światowej powstała bocznica kolejowa do kamieniołomów w Czatkowicach (czynna) i Miękini (nieczynna). Od lat 70. XX w. powstały następne budynki na ul. Dąbrowskiego oraz na północny wschód od niej – osiedle domów jednorodzinnych na tzw. Osiedlu Ćmany, na niewielkich parcelach o powierzchni 3 arów każda.

## Obiekty użyteczności publicznej
- Kościół rzymskokatolicki (w budowie)
- Lecznica dla zwierząt
- Sklep spożywczy RSZiZ

## Wykaz ulic
- Jarosława Dąbrowskiego – zabudowana domami jednorodzinnymi (większość z lat 70. i 80. XX w.);
- Działkowa – między osiedlami Ćmany a Czatkowice (Górne), z zabudową domów jednorodzinnych z lat 60. XX w i z początku XXI w., przy ulicy mieszczą się ogródki działkowe;
- Hallerczyków – zabudowana domami jednorodzinnymi z pocz. lat 80. XX w. w północno-wschodniej części os. Ćmany;
- Jaśminowa – z pocz. XXI w. pomiędzy os. Ćmany a os. Czatkowice (Górne);
- Walerego Krawczyńskiego – ulica zabudowana domami jednorodzinnymi z pocz. lat 80. XX w. w północno-wschodniej części os. Ćmany;
- Kwiatowa – z przeł. lat 70. i 80. XX w. w zachodniej części os. Ćmany;
- Łąkowa – z pocz. XXI w. pomiędzy os. Ćmany a os Czatkowic (Górne);
- Majowa – z poł. lat. 70. XX w. na os. Ćmany, rozdziela to osiedle na część wschodnią (młodszą) i zachodnią (starszą);
- Modrzewiowa – z poł. lat 70. XX w. w zachodniej części os. Ćmany;
- Na Skarpie – z poł. lat 70. XX w. w zachodniej części os. Ćmany;
- Stanisława Polaczka – z pocz. lat 80. XX w. w północno-wschodniej części os. Ćmany;
- Powstańców Śląskich – z pocz. lat 80. XX w. we wschodniej części os. Ćmany;
- Różana – z pocz. XXI w. w pomiędzy os. Ćmany a os. Czatkowice (Górne);
- Słoneczna – z 2. poł. lat 70. XX w. w zachodniej części os. Ćmany;
- Sosnowa – z 2. poł. lat 70. XX w. w zachodniej części os. Ćmany;
- Karola Ślusarczyka – ulica  z pocz. lat 80. XX w. we wschodniej części os. Ćmany;
- Tęczowa – z pocz. XXI w. pomiędzy os. Ćmany a os. Czatkowice (Górne);
- Franciszka Wężyka – z pocz. lat 80. XX w. we wschodniej części os. Ćmany;
- Wrzosowa – z 2. poł. lat 70. XX w. w zachodniej części os. Ćmany;
- Wyzwolenia – ulica  z 2. poł. lat 70. XX w. w zachodniej części os. Ćmany;
- Żołnierzy Września – ulica  z pocz. lat 80. XX w. we wschodniej części os. Ćmany;
- Żwirki i Wigury – ulica  z pocz. lat 80. XX w. we wschodniej części os. Ćmany.